# Kathleen Luft
Kathleen Luft (San Dimas, 5 ottobre 1990) è un'allenatrice di pallavolo ed ex pallavolista statunitense.
Giocava nel ruolo di schiacciatrice ed è assistente allenatrice alla CSU Los Angeles.

## Carriera

### Giocatrice
La carriera di Kathleen Luft inizia nei tornei scolastici statunitensi, partecipando con la Thousand Oaks HS. Al termine delle scuole superiori entra a far parte della squadra di pallavolo femminile della Georgia, con la quale partecipa alla Division I NCAA dal 2009 al 2011, saltando tuttavia la prima annata, per poi trasferirsi alla Loyola Marymount, dove gioca dal 2012 al 2013.
Nella stagione 2014-15 firma il suo primo contratto professionistico all'estero, ingaggiata nella Lega Nazionale A svizzera dal Neuchâtel, per poi approdare nella stagione seguente all'Istres, club della Ligue A francese, dove conclude la propria carriera come giocatrice.

### Allenatrice
Nel 2017 inizia la carriera come allenatrice, ricevendo il ruolo di assistente alla CSU Los Angeles.